# کانال بونگو
کانال بونگو (به ژاپنی: 豊後水道, Bungo-suidō)، یک تنکه دریایی است که جزایر کیوشو و شیکوکو را در ژاپن از یکدیگر جدا می‌کند. این تنگه دریای فیلیپین و دریای داخلی ستو را در انتهای غربی شیکوکو به یکدیگر متصل می‌کند. باریک‌ترین قسمت این کانال، تنگه هویو است.